# Gebang (Pakel)
Gebang is een bestuurslaag in het regentschap Tulungagung van de provincie Oost-Java, Indonesië. Gebang telt 2191 inwoners (volkstelling 2010).